# Urugvajski referendum 1992.
Urugvajski referendum 1992. održan je u Urugvaju 13. prosinca 1992. referendumsko pitanje je prihvaćeno sa 73% glasova za.

## Pozadina
10. siječnja 1991. Zastupnički dom Urugvajskog parlamenta izglasao je zakon kojim je omogućena privatizacija pojedinih državnih tvrtki pod uvjetima koje odredi država.
Dva puta je Narodna stranka pokušavala skupiti dovoljno potpisa za referendum: prvi put su skupili 25% ili 589.823 potpisa prijavljenih birača. Oko prvog prijedloga izlaska na referendum složilo se 448.265 nirača. Drugi put je inicijativa skupila 693.668 potpisa, što je bilo dovoljno da Urugvajski izborni sud 15. listopada 1992. donese odluku o raspisivanju referenduma.

## Ishod
| Izbor                        | Glasovi   | %     |
| ---------------------------- | --------- | ----- |
| ZA                           | 1.293.016 | 72,55 |
| PROTIV                       | 489.302   | 27,45 |
| Suzdržani glasovi            | 100.191   | –     |
| Nevažeći/prazni listići      | 59.309    | –     |
| Ukupno                       | 1.941.829 | 100   |
| Prijavljeni birači/izlaznost | 2.345.077 | 82,80 |
| Izvor: Direct Democracy      |           |       |